# Kockumskran

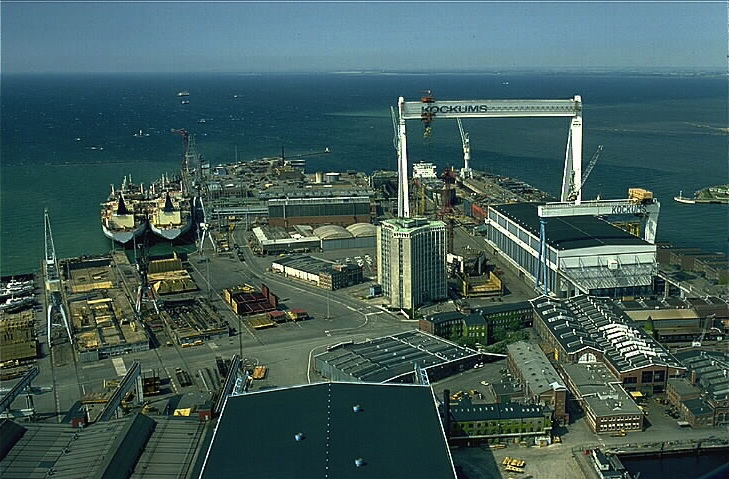
Der Kockumskran mit Werftgelände in den 1970ern

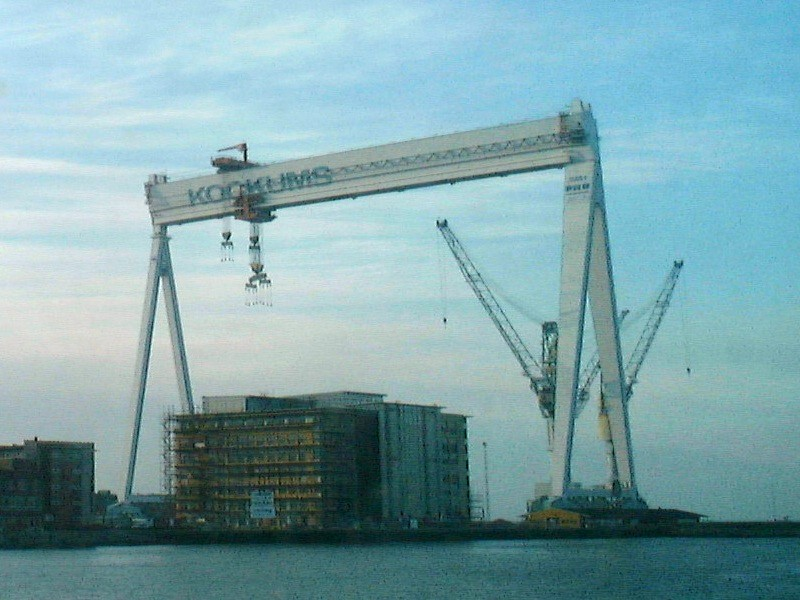
Der Kockumskran im Februar 2000

Der Kockumskran (schwedisch Kockumskranen) war ein 140 Meter hoher Portalkran (en: gantry crane) mit einer Tragkraft von 1500 Tonnen der Werft Kockums in Malmö. Der Kran wurde 1972 bei den deutschen Herstellern C.H. Jucho und PHB bestellt und 1973/1974 errichtet, war damals einer der größten Kräne der Welt sowie ein Wahrzeichen von Malmö. 2002/2003 wurde er nach Südkorea übersiedelt.
Kurz nach der Fertigstellung war die Werft von einer wirtschaftlichen Flaute betroffen, so dass der Kran kaum benutzt werden konnte. Das letzte Mal wurde er 1997 benutzt, um die Fundamente für die Öresundbrücke anzuheben und zu verfrachten. Ein Verkauf des Krans wurde bereits zu Beginn der 1990er Jahre beschlossen, doch ging der dänische Käufer Burmeister & Wain in Insolvenz. Schließlich wurde der Kran an Hyundai Heavy Industries für 1 US-Dollar verkauft, im Sommer 2002 demontiert und nach Ulsan, Südkorea verschifft. Da viele Bewohner Malmös beim Abtransport ihres Wahrzeichens weinten, entschied sich die Leitung der Hyundai-Werft, den Kran am neuen Standort auf den Namen „Tränen von Malmö“ zu taufen.
Früherer Standort:  55° 36′ 52,1″ N, 12° 59′ 22,8″ O   („Kockumskran Malmö“)

Heutiger Standort: 35° 28′ 37,9″ N, 129° 24′ 17,8″ O („Tränen von Malmö“)
Der Standort des Krans in Ulsan – hier im Mai 2003 wiedererrichtet – liegt auf einer Landzunge im Stadtviertel Bangeo-dong direkt an der Mündung des Flusses Taehwagang. Neben dem Kran wurde nachträglich noch ein zweiter Portalkran mit einer Tragkraft von 1600 Tonnen errichtet. Die zwei Kräne teilen sich ein gemeinsames Arbeitsfeld. „Tränen von Malmö“ ist der südlichere der beiden.